# Puna

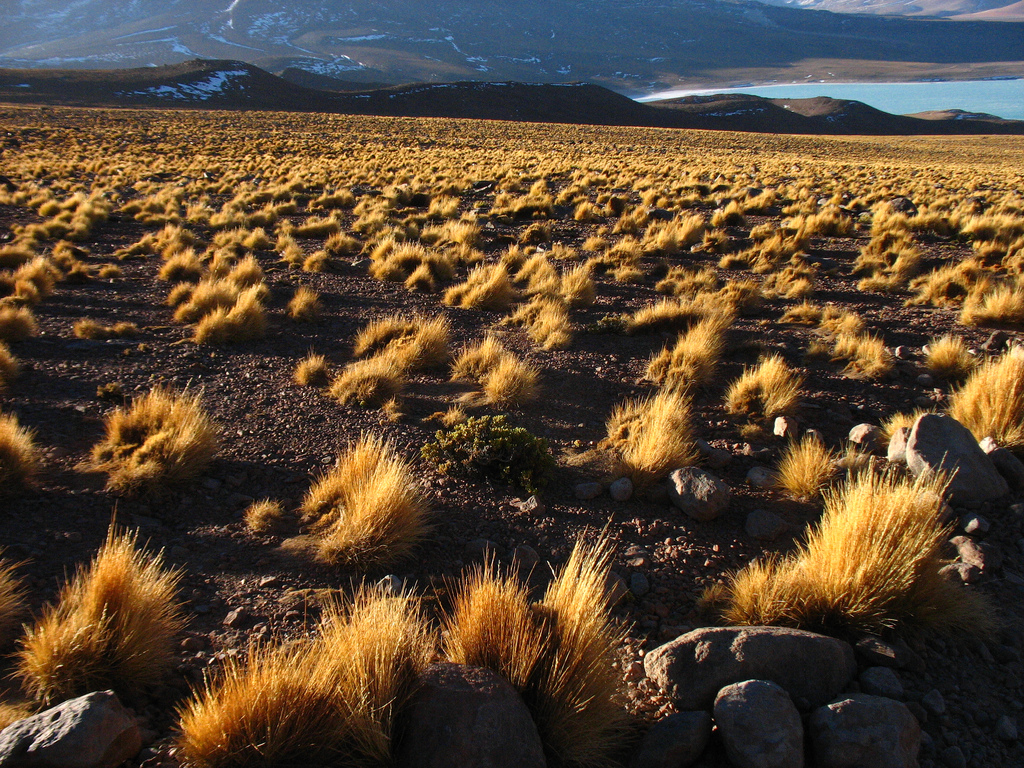
Pajonal de paja ichu (Stipa ichu) cerca de Laguna Verde (puna seca). Departamento de Potosí, Bolivia.

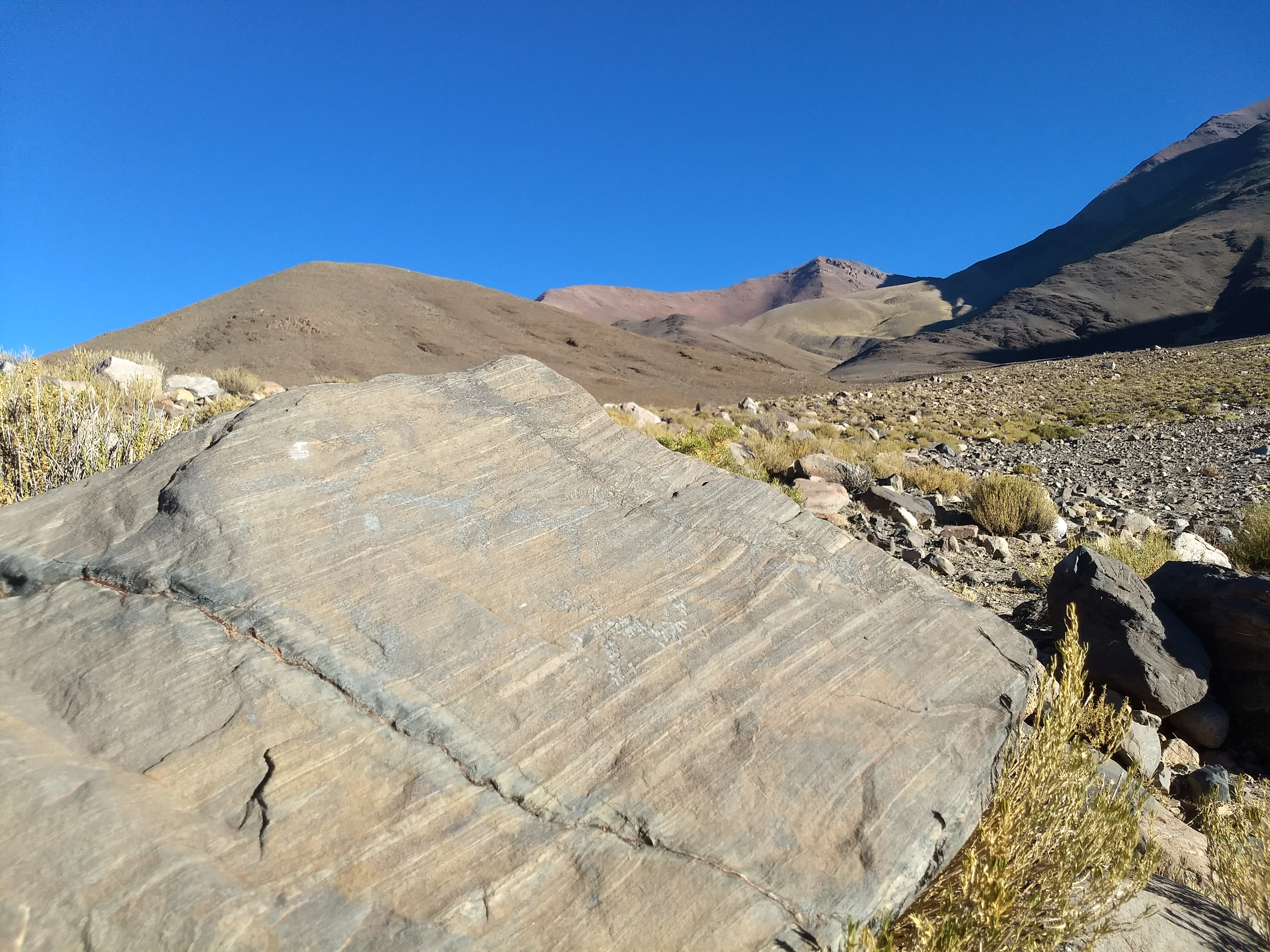
Cerros cercanos al nevado de El Acay. Salta

La puna es una ecorregión altiplánica, o meseta de alta montaña, propia del área central de la cordillera de los Andes. Constituye un bioma neotropical de tipo herbazal de montaña, llamado a veces tundra altoandina. Se emplaza por las partes más altas de los Andes centrales y su parte central y más extensa la conforma la meseta del Altiplano. Este conjunto orográfico se encuentra entre las latitudes 8°S y 30°S aproximadamente, cubriendo territorios del norte de Argentina, del occidente de Bolivia, del norte de Chile y del centro y sur del Perú. Biológicamente forma, según algunos autores, una ecorregión, y según otros (entre ellos el Fondo Mundial para la Naturaleza) un conjunto de ecorregiones.
Los parámetros altitudinales varían con cada país y con la latitud:
- En Argentina el Altiplano es una continuación de la altiplanicie pero va fracturándose en cordones de altas montañas y depresiones, y disminuyendo su altitud llegando a los 3,700 m s. n. m. en el Altiplano de Jujuy y los 3200 m al sur en la puna de Catamarca. Para A. Cabrera (OEA, 1973)[1] la provincia puneña está entre los 3400 y 4500 m s. n. m., la altoandina va sobre los 4400 m. La puna de Argentina se destaca en la extensa región llamada Puna de Atacama, aunque hay sectores puneños argentinos fuera de tal importante meseta.
- En Bolivia se considera que el altiplano o puna comienza a partir de una altitud de 3660 m s. n. m., límite definido en función del punto más bajo del altiplano que corresponde al salar de Uyuni.[2]
- En Chile se considera puna a partir de los 4000 m s. n. m., con una flora de gramíneas al norte y desértica hacia el sur (Puna de Atacama).
- En Perú se considera puna a partir de los 3800 o 4000 m s. n. m., que es cuando comienza la altiplanicie, y su bioma es básicamente el herbazal de alta montaña; el geógrafo peruano Javier Pulgar Vidal la delimitó entre los 4000 y 4800 m s. n. m.[3]

En términos generales la Puna es una región de baja presión atmosférica, menor difusión de oxígeno en el aire y clima frío, con escasas precipitaciones y una temperatura media anual de 6 °C hasta -7 °C. Todos estos factores geográficos, aunados al relieve, le han dado varios endemismos a la región, la cual ha sido también la cuna de diversas culturas precolombinas.

## Etimología
El término puna tiene origen quechua y significa "región de altura". La localidad de Puno tiene el mismo origen etimológico y el mal de la puna, o simplemente la puna, es una referencia al soroche o mal de altura.

## Clima
El clima de la puna en general es un clima de montaña, que con base en su temperatura es también de clima frío y de acuerdo a su precipitación presenta clima seco; sin embargo, se observan diferentes variaciones según la posición geográfica y la altura, por lo que en las zonas más bajas puede ser un clima templado de altura y en los niveles altos clima alpino, similar al clima de tundra polar. La puna tiene elevada sequedad atmosférica, es algo cálida de día y bastante fría en la noche. Suele presentar precipitaciones estivales de lluvia, granizo y nieve de diciembre a abril, especialmente en enero y febrero (llamado también invierno andino), que determina un clima húmedo en esta época.

## Tipos de puna

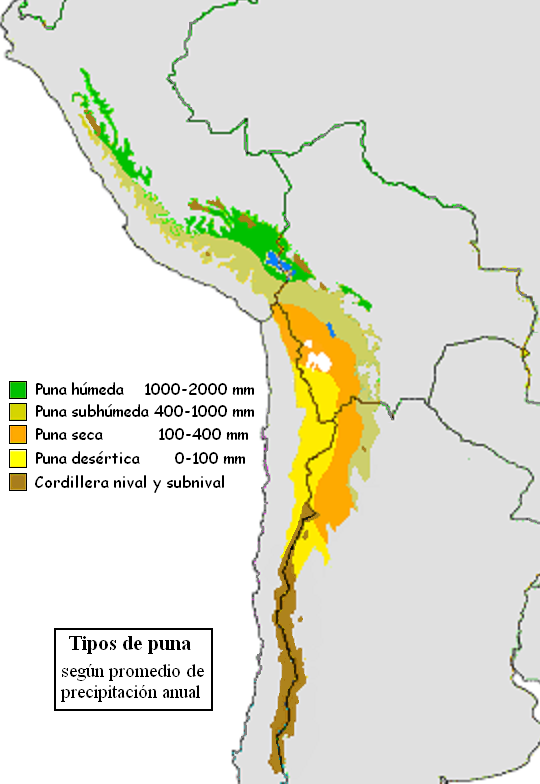
Tipos de puna de acuerdo con la humedad promedio.

De acuerdo al clima hay varios tipos de puna. En general es más húmeda hacia el norte y oriente, y más árida hacia el sur y occidente, por lo que según las precipitaciones se pueden definir en general dos tipos: puna húmeda y puna árida. Otra clasificación define tres tipos: húmeda, seca y desértica, a la que otros autores añaden la puna subhúmeda o semihúmeda; resumiendo del siguiente modo:
- Puna húmeda o norteña: Presenta precipitaciones mayores a los 400 mm anuales y se encuentran abundantes ríos y lagunas de origen glacial. 
  - Puna húmeda: propiamente dicha: Los vientos húmedos que llegan al oeste desde la región atlántica, al condensarse por el frío, pueden provocar lluvias de hasta 2500 mm por año, que comienzan en octubre y se prolongan hasta abril. Durante el resto del año la zona es seca.
  - Puna subhúmeda: O puna semihúmeda, intermedia entre la puna húmeda propiamente dicha y la puna seca.

- Puna árida, sureña o xerofítica: Es la región de los grandes salares (dry puna según el WWF). Tiene precipitaciones menores a los 400 mm anuales, aunque su delimitación presenta diferencias según los autores.
  - Puna seca: Tiene poca cantidad de ríos y lagunas y destacan los salares. Tiene precipitaciones entre 100 y 400 mm.[6]
  - Puna desértica: Es una referencia a la puna de Atacama con precipitaciones casi nulas o menores de los 100 mm. No hay ríos ni lagunas permanentes.

## Características regionales

### Argentina

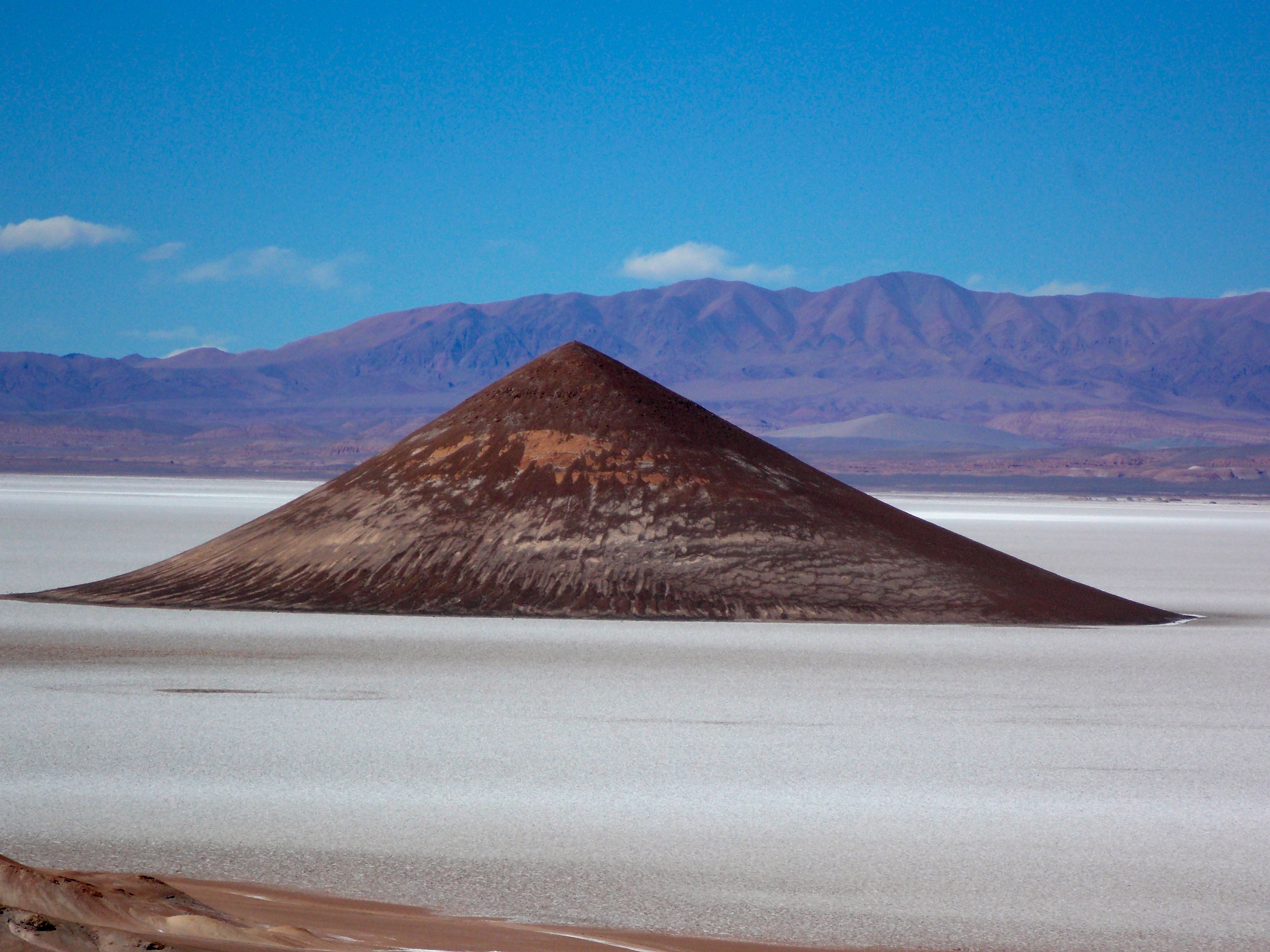
Cono de Arita en el Salar de Arizaro, provincia de Salta (Argentina).

La Puna está encerrada por cadenas montañosas y volcanes que se elevan hasta más de 6.000 m s. n. m., con cuencas endorreicas que han originado grandes lagunas como la de Pozuelos, en la provincia de Jujuy y numerosos salares como las Salinas Grandes y Olaroz en la provincia de Jujuy, de Arizaro, Pocitos y Antofalla en las Provincias de Salta y Catamarca.
Los vientos húmedos penetran desde un cuadrante noreste-este. Estos chocan contra los primeros cordones del piedemonte (que en Argentina se conoce como Precordillera o Sierras Subandinas), donde generan precipitaciones de hasta 1000 mm anuales. Cuando los vientos atraviesan el primer cordón serrano, hacia los valles andinos, prolongan la estación seca gradualmente hasta extinguir las precipitaciones en la meseta del altiplano. El sistema de drenaje, generalmente endorreico, forma numerosas cuencas cerradas donde el escurrimiento descarga en salares.
La puna argentina alberga áreas protegidas como la laguna de los Pozuelos, laguna Blanca y los parques Los Cardones y San Guillermo.
El Altiplano argentino se extiende por las provincias de Jujuy, Salta y Tucumán y termina en Catamarca. Las precipitaciones que caen en esta región varían entre los 0 a 200 mm, es decir precipitaciones escasas, por lo que es el lugar más seco de Argentina.

### Bolivia

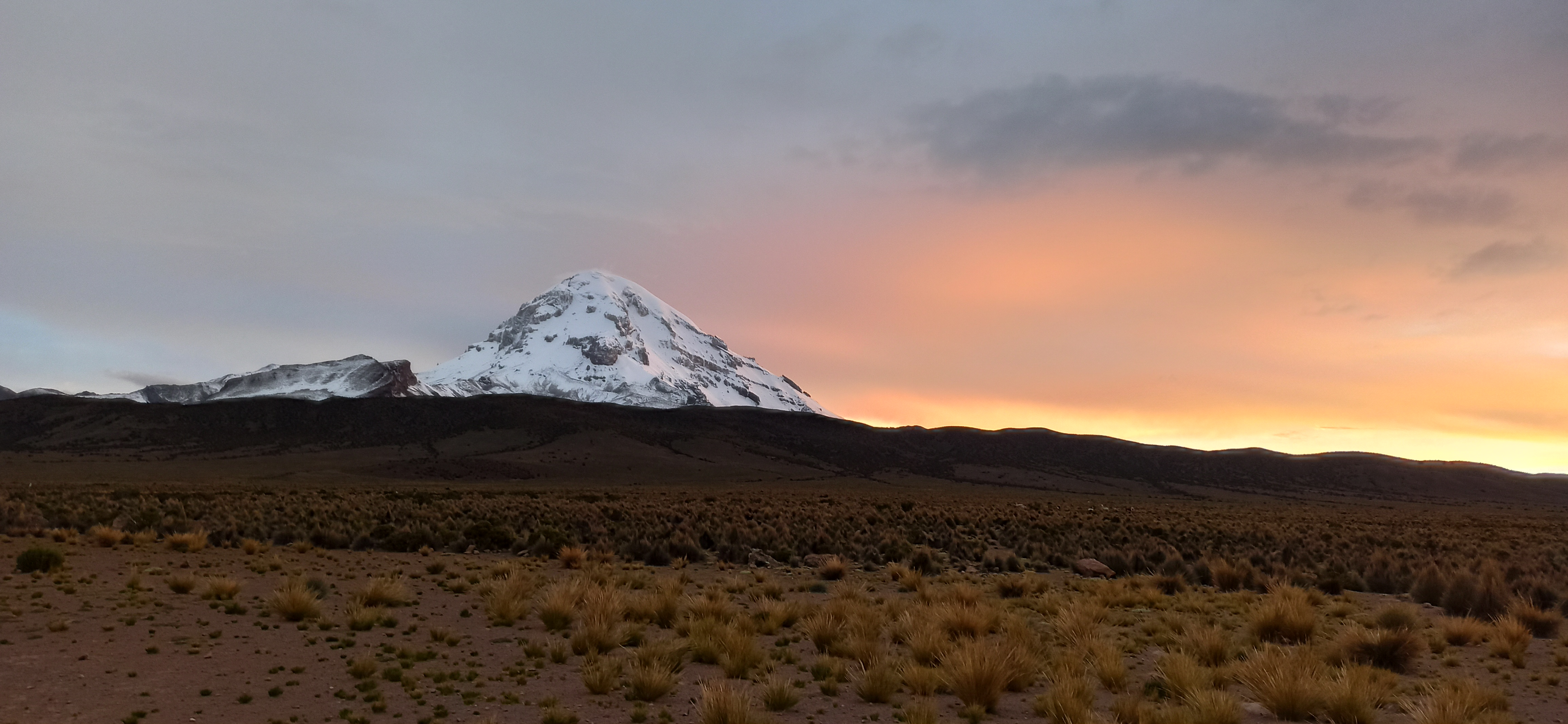
El Nevado Sajama al fondo de un pajonal de paja ichu (Stipa ichu), (Bolivia)

Tiene una temperatura media entre 0 y 10 °C en los pisos no nivales. La ganadería es de camélidos, ovinos y vacunos. Se divide en 2 regiones ecológicas, la puna sureña que es árida y la puna norteña que es moderadamente lluviosa. 
- Puna Sureña: Situada en el suroeste del país, en La Paz, Oruro y Potosí, es árida con precipitaciones que están entre 50 y 400 mm anuales y con 6 a 12 meses áridos al año. Presenta extensas llanuras altiplánicas, volcanes, valles, serranías, dunas, el lago salado Poopó y grandes salares como el de Uyuni (el mayor del mundo) y el de Coipasa. La vegetación predominante es de pajonales abiertos (gramíneas), el matorral es abierto de arbustos y el bosque relicto de keñua es el más alto del mundo (5200 m). En esta región se encuentran áreas protegidas como el parque Sajama y la reserva Eduardo Abaroa. La puna sureña se subdivide en puna seca y puna desértica según su aridez.

- Puna Norteña: Atraviesa el país desde el lago Titicaca hacia el sur, es húmeda estacional con precipitaciones entre 400 y 1600 mm y de 3 a 6 meses áridos al año. Presenta llanuras altiplánicas, serranías, laderas, valles glaciares, lagunas y cimas rocosas. La vegetación es de pajonal más o menos denso, arbustal, pradera, tundra, bofedal, restos de bosque de Polylepis y de Puya. Sus áreas protegidas son los parques Madidi y Tunari entre otros. La puna norteña se subdivide en puna húmeda, puna semihúmeda y puna altoandina de la cordillera oriental.

### Chile

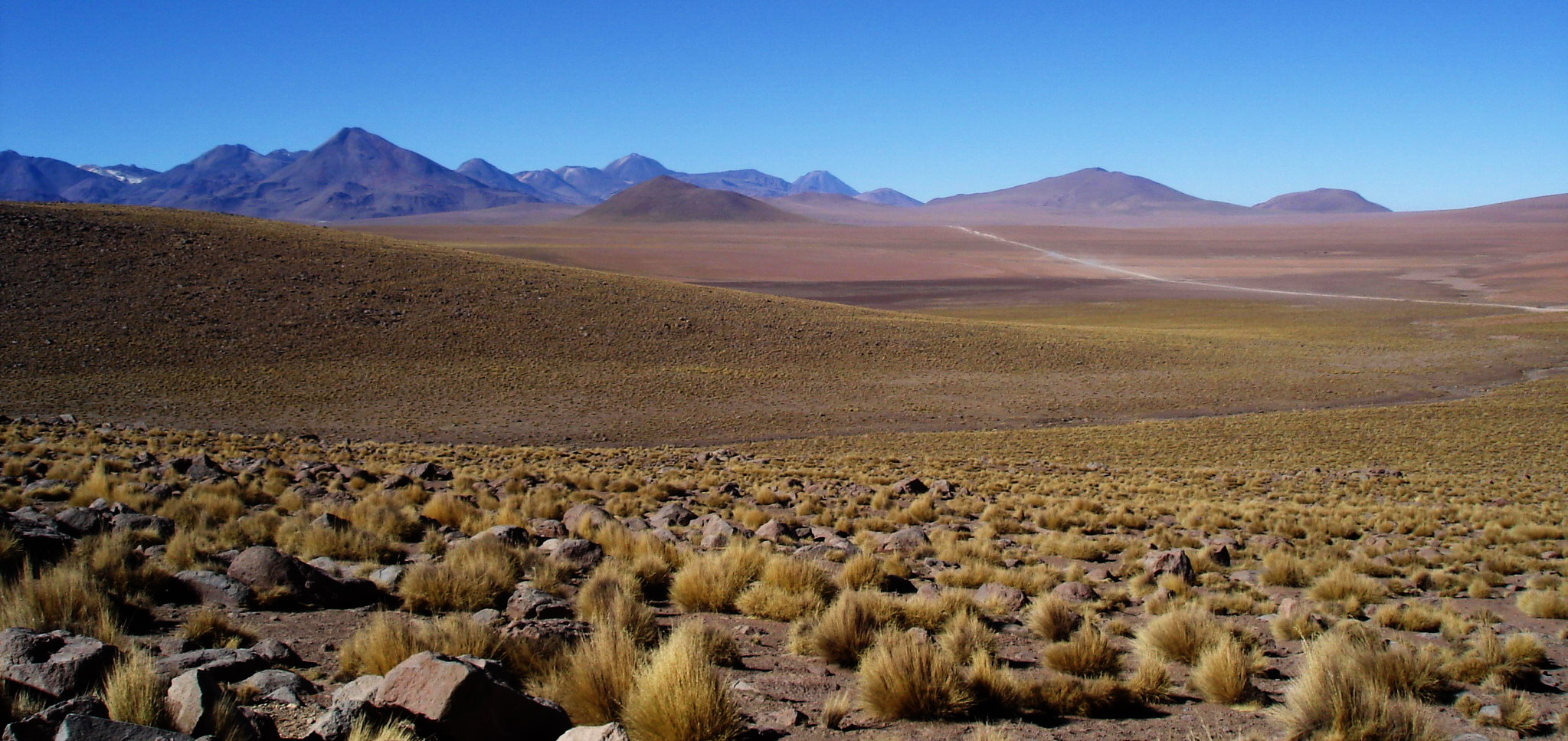
Altiplano chileno.

El altiplano andino chileno ocupa las regiones XV, I, II y III, desde los 17° 30′ a más de 27ºS. Forma parte de la ecorregión Puna seca de los Andes centrales, llamada también ecorregión de la Provincia tundra de altura puna altiplánica. Las lluvias se presentan de diciembre a marzo con disminución de norte a sur, que aunque son en verano se le suele llamar «invierno boliviano». El clima es árido y frío y se le clasifica como clima desértico y estepárico de altura. Los biomas van del desierto extremo a la pradera y matorral de montaña, en donde predominan los pajonales (hierbas de altura).
En esta región están protegidas las áreas silvestres de Lauca, salar de Surire, Las Vicuñas, volcán Isluga, Llullaillaco, Los Flamencos, Alto Loa y nevado Tres Cruces.

### Perú

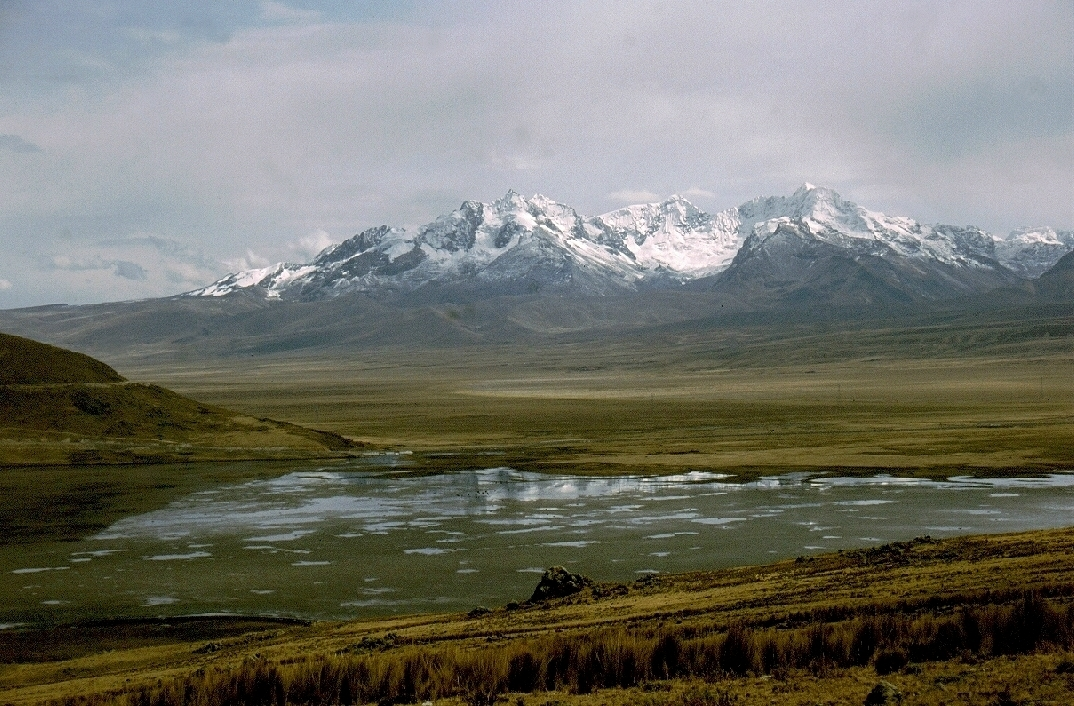
Panorama de la laguna Conococha, a los pies de la Cordillera Blanca (puna húmeda), Áncash, Perú.

El uso popular del término puna en Perú define a la región andina habitable de mayor altura, en donde reinan los pajonales (hierbas gramíneas como el ichu), principal alimento de los auquénidos como la vicuña y para el pastoreo de llamas y alpacas, y en donde además la agricultura es incipiente debido a la temporada invernal de las heladas, cultivándose papas amargas y cebada. Estas características son comunes a partir de una altitud de 4000 m s. n. m., aunque en la latitud de la meseta del Collao, el altiplano se extiende desde los 3800 m s. n. m. La altitud límite superior pertenece a las nieves perpetuas a partir de los 4800-5200 m s. n. m.

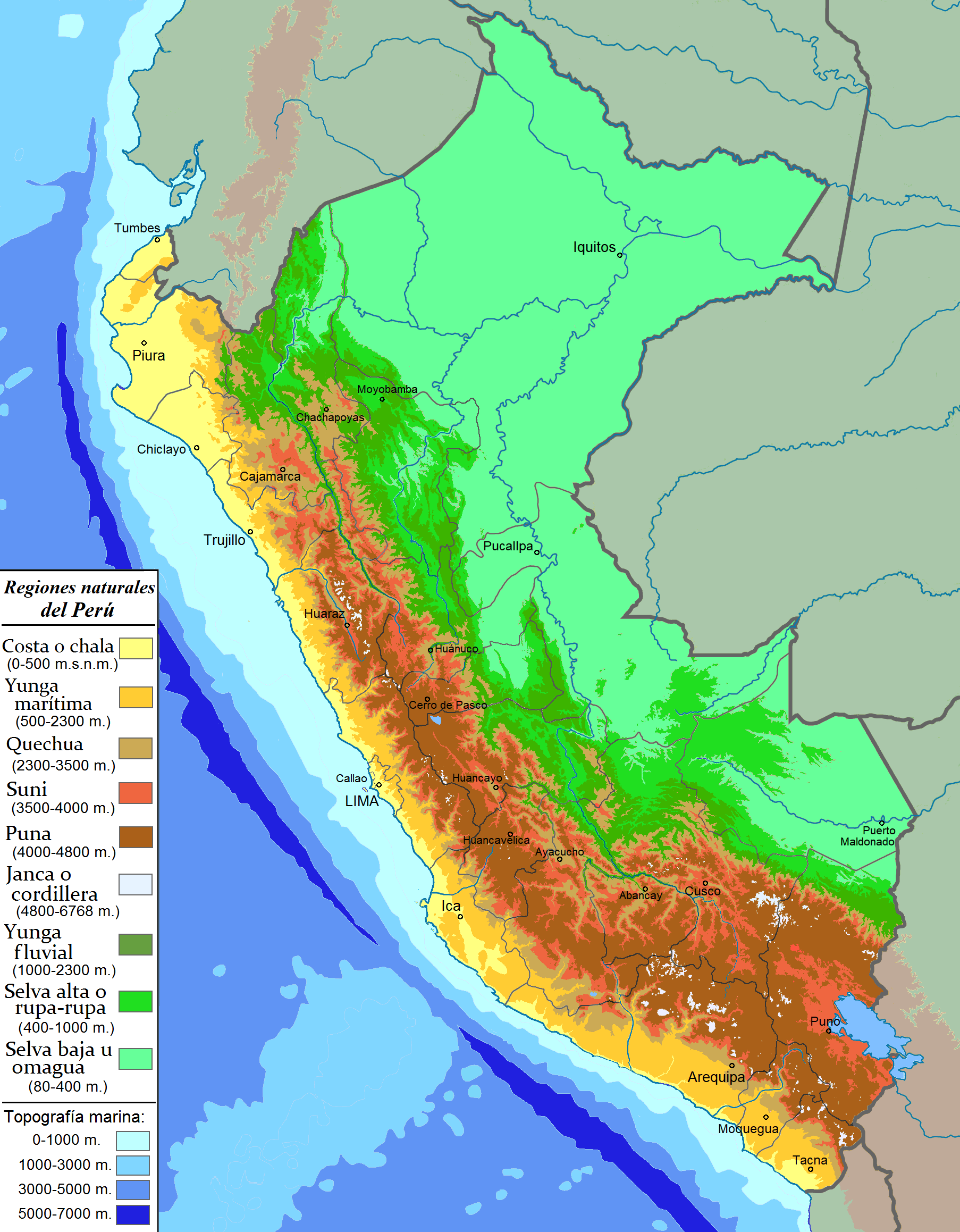
En marrón, región de la Puna de acuerdo con los parámetros de J. Pulgar V..

Según Pulgar Vidal la puna se encuentra entre los 4000 y 4800 m s. n. m., por encima de la región suni y por debajo de la región janca. En cambio Brack Egg considera a la puna una ecorregión por encima de los 3800 m s. n. m. y el WWF usa parámetros similares. Por otro lado estudios de la Comunidad Andina usan altitudes menores, del orden de los 3300 m s. n. m. aproximadamente, ya que a esa altura se consideran los límites con las yungas al oriente y los desiertos subandinos al occidente.
El relieve es diverso, conformado en su mayor parte por mesetas andinas, pues además del altiplano andino está las mesetas de Bombón, de Conococha, de Castrovirreina, de Parinacochas y muchas más por el centro del país. Se calcula que cuenta con unos 12,000 lagos y lagunas, de agua dulce la mayoría y algunos salobres. A los 4338 m s. n. m. se encuentra Cerro de Pasco, la ciudad con más de 50,000 hab. más alta del mundo. La temperatura oscila entre los 20 °C y los -25 °C (la más baja registrada en Perú) y la temperatura media anual está entre 7 °C y 0 °C. El promedio pluvial es de 700 mm anuales, con lluvias estivales de diciembre a marzo e inviernos secos con heladas nocturnas. Los suelos predominantes son andosoles y paramosoles, y hacia el sur volcánicos. Por encima de los 5200 m s. n. m. están los nevados de la cordillera y los glaciares.
Entre las áreas protegidas de la puna peruana destacan Pampa Galeras, santuario de Huayllay, Chacamarca, reserva de Junín, parque Huascarán, reserva del lago Titicaca, Salinas y Aguada Blanca, Nor Yauyos-Cochas y el santuario de Calipuy.

## Ecorregiones del Fondo Mundial para la Naturaleza (WWF)

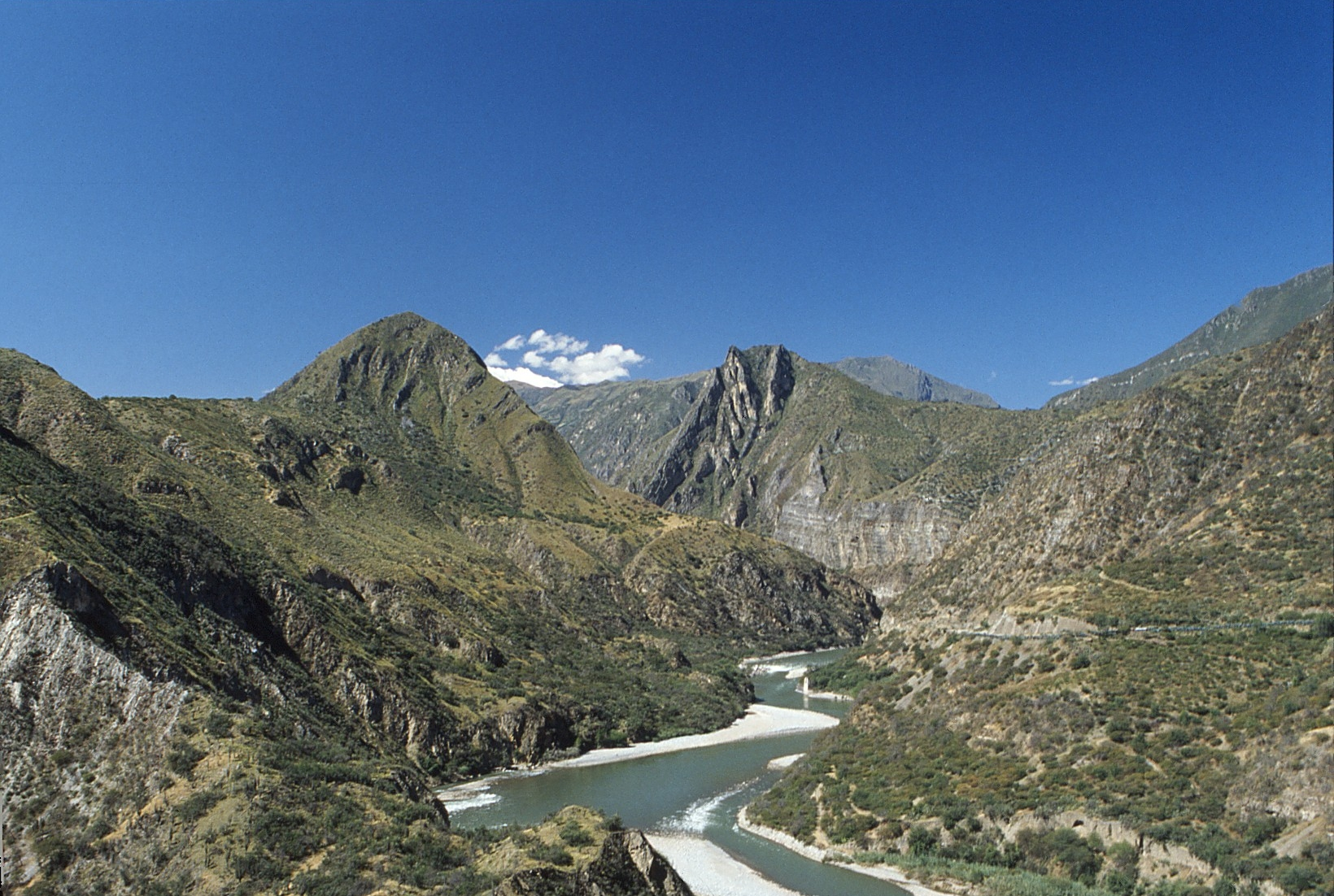
Paisaje de puna semihúmeda en el Departamento de Ayacucho, Perú.

El Fondo Mundial para la Naturaleza reconoce que la ecorregión global de la puna de los Andes centrales (Central Andean puna) se subdivide en las siguientes tres ecorregiones:
- Puna húmeda: La ecorregión de la Puna húmeda (Central Andean wet puna)[11] consta de dos áreas discontinuas: una extensa franja en la parte central de Perú y otra área desde las cabeceras de cuencas amazónicas del Apurímac y el Ucayali hasta las zonas circundantes al lago Titicaca en Bolivia.

- Puna central: La ecorregión de la Puna propiamente dicha o subhúmeda (Central Andean puna)[12] tiene dos regiones discontinuas: las cabeceras de cuenca suroccidentales del pacífico peruano y algunas de las del río Pampas, y una segunda región en las estribaciones andinas bolivianas y argentinas.

- Puna seca: La ecorregión de la Puna seca (Central Andean dry puna)[13] es una extensa región altiplánica compartida por Bolivia, Chile y Argentina al sur del Titicaca.

## Flora
La región de la puna alberga una variedad de plantas, como las gramíneas; pajonales como, ichu o champa, utilizados como pasto y material para construcción de techos; queñoa, tolas, etc. Según el diagnóstico del medio ambiente del sistema Titicaca - Desaguadero - Poopó - Salar de Coipasa (Sistema TDPS Bolivia - Perú) finalizado en 1996 por la autoridad del Sistema TDPS, la puna es un ecosistema altitudinal que se desarrolla desde las orillas de los lagos (3600-3800 m s. n. m.) hasta una altitud aproximada de 4400 m s. n. m. Según el volumen de precipitación es posible distinguir dos tipos principales de puna: húmeda y árida.

### Puna Húmeda
La puna húmeda corresponde a una pradera con gramíneas y arbustos. La gramíneas constituyen pajonales extensos, cuya especie más característica es el ichu (Stipa ichu), aunque también se conoce con el nombre de ichu a otras gramíneas de apariencia similar de los géneros Stipa, Festuca y Calamagrostis. Otras plantas frecuentes en este tipo de pastizales son las anuales Tagetes sp., Bouteloua sp. y Muhlenbergia sp.; herbáceas como Geranium sessiliflorum, Erodium cicutarium (alfilerillo), Bidens andicola, Hipochaeris taraxacoides, la gramínea Aristida asplundii y otras. 
Entre los arbustos, los más comunes son Buddleja coriacea (colli o kiswar) y Polylepis sp. (kewiña, queñoa o quinua). 
En los bordes de las quebradas de agua permanente crecen árboles como aliso (Alnus acuminata), sauce (Salix humboldtiana) y saúco (Sambucus peruvianum). Puya raimondii es una especie espectacular propia de la puna.
Este ecosistema ha sido intervenido para agricultura y ganadería desde tiempos precolombinos. En la actualidad los cultivos se desarrollan en las llanuras y valles más húmedos. En los barbechos y áreas degradadas crecen plantas resinosas como thola (Baccharis sp.) y arbustos como Adesmia sp., Tetroglochin cristatum (canlli) y Astragalus sp. (garbancillo), esta última planta es tóxica, lo que se atribuye a la acumulación de selenio en sus tejidos.

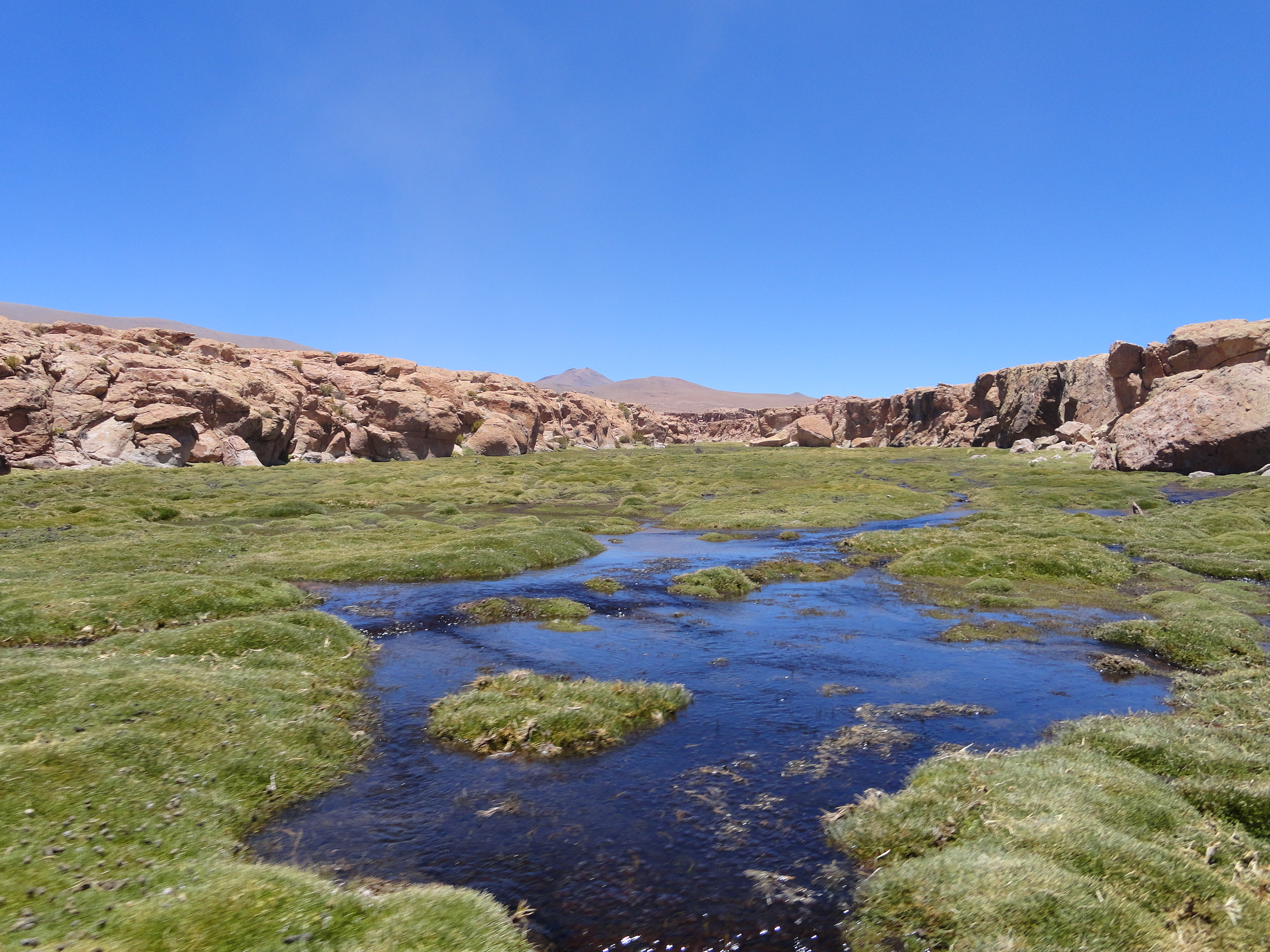
Bofedal en el sur del altiplano boliviano.

Las condiciones particulares de humedad y suelos han dado origen a ecosistemas locales o azonales dentro de la puna, entre los cuales los más importantes son:
- Arbustales de Satureja: Llamados así porque en ellos domina la especie arbustiva Satureja sp., asociada al arbusto Chuquiraga sp. (kiswara) y a pastos de los géneros Festuca, Stipa, Poa y otros; por lo general están localizados en algunos sectores abrigados de las laderas hasta 4000 m de altitud.

- Bofedales o humedales: Praderas naturales poco extensas desarrolladas sobre suelos hidromorfos, húmedos o empapados, próximos a lagos y ríos. Sus características biológicas varían con el grado de humedad y su permanencia en el tiempo. Entre las especies características se encuentran plantas pulvinadas (cojín) de los géneros Distichia y Plantago, las cuales forman un tapiz de algunos decímetros de altura, interrumpido por numerosos charcos, donde se asocian los géneros Carex, Calamagrostis, Gentiana, Erneria, Arenaria e Hypsela; en los charcos crecen representantes de Lachemilla, Ranunculus y otros géneros.

- Chillihuares o chiliguares: Praderas poco extensas dominadas por la gramínea Festuca dolichophylla (chillihua), desarrolladas sobre suelos profundos, húmedos y de buena calidad para la agricultura. Otras especies propias del chillihuar son la gramínea rizomatosa Muhlenbergia fastigiata (chiji) y en los lugares más húmedos la rosácea estolonífera Alchemilla pinnata (sillo sillo). Dispersas en los chillihuares se encuentran Poa horridula, P. gilgiana y, ocasionalmente, la leguminosa Trifolium amabile, especie de gran valor nutritivo.

### Puna árida

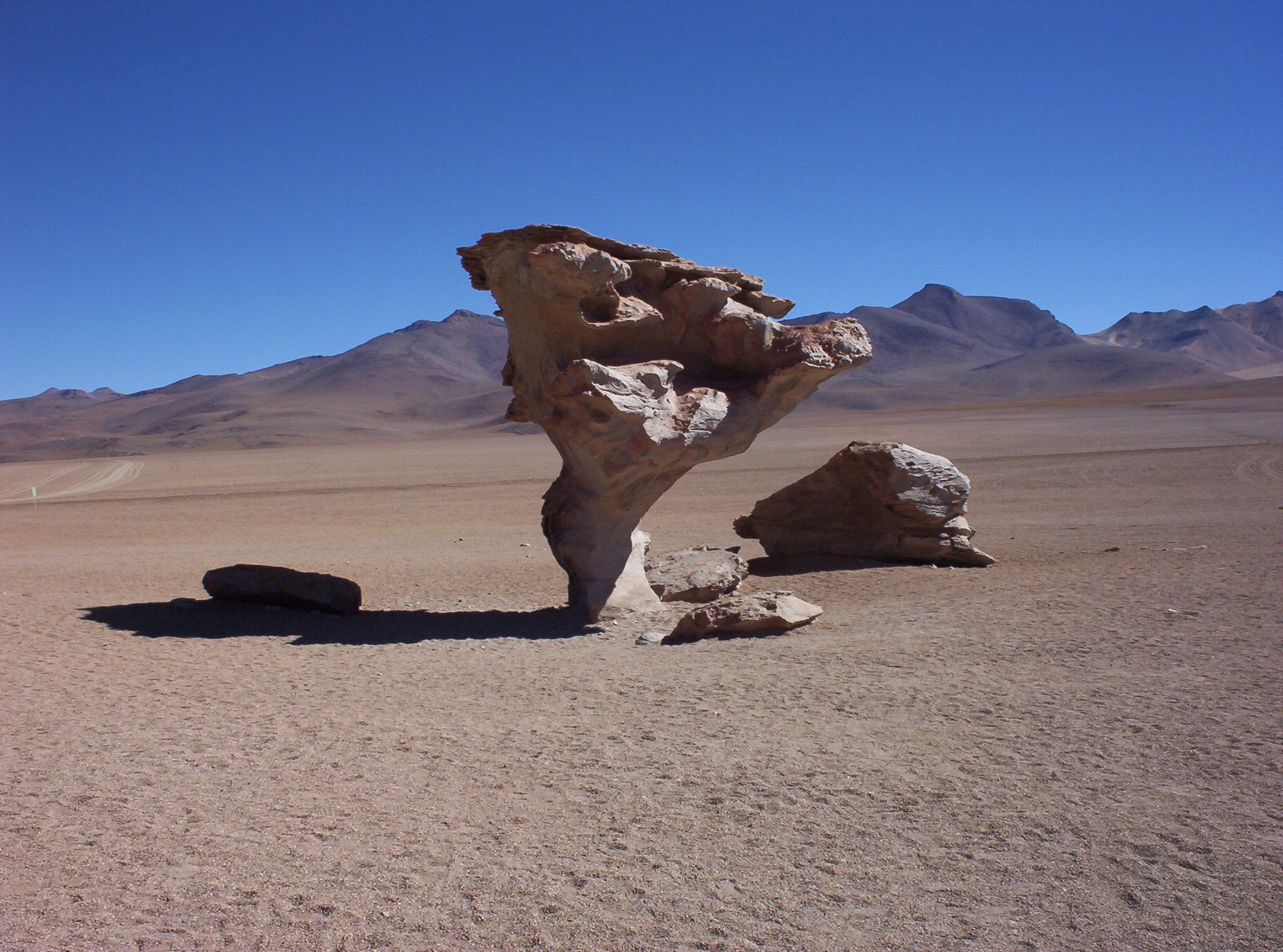
Árbol de Piedra en la puna desértica boliviana.

La puna árida puede clasificarse en dos tipos, puna seca hacia el sur del Lago Titicaca y en el altiplano central, y una puna muy árida o desértica en toda la parte sur de la región. Se diferencian de la puna húmeda básicamente por la densidad de la vegetación (mientras más seco el clima la puna es menos densa, dejando parches de suelo sin vegetación) y por las especies, con características cada vez más tolerantes a la sequía y, en el sur, a la salinidad del suelo.
Los pajonales se caracterizan también por la presencia de Stipa ichu, junto con otras gramíneas de los géneros Stipa, Festuca y Calamagrostis. El estrato arbustivo está constituido por Suaeda fruticosa, que vive en asociación con Atriplex sp., Salicornia sp. y Hordeum sp. en suelos sedimentarios, salinos e inundables.
En los suelos areno–limosos crecen arbustos pequeños pertenecientes a varias especies de tola (tolares): Baccharis incarum, B. boliviensis, Fabiana densa, Parastrephia sp., así como a los géneros Adesmia, Senecio, Tetraglochin, Frankenia y otros. En las laderas más secas se encuentran ocasionalmente cactáceas de los géneros Oreocereus, Lobivia y Opuntia. También se encuentra una asociación de transición del tipo holar–pajonal, donde dominan Stipa y Festuca.
Entre las asociaciones ligadas a condiciones locales de suelos y humedad, las más importantes son las siguientes: 
- Bofedales, con características similares a las mencionadas anteriormente, aunque con una composición florística ligeramente diferente debido a la mayor salinidad de las aguas, que favorece la presencia de especies de los géneros Calamagrostis y Distichlis.
- Pajonales de «iru ichu», conformados por graminetums abiertos donde predomina Festuca orthophylla (iru ichu), acompañada de otras especies propias de la puna. Esta asociación se desarrolla en suelos pobres, sueltos, con altos porcentajes de arena.
- Chillihuares, de similares características a los de la puna húmeda, si bien los ecotipos de Festuca dolichophylla son más pequeños, de tallos y hojas más duras, en respuesta a condiciones de suelos más salinos, más secos y más pobres.
- Gramadales, o praderas desarrolladas sobre lechos lacustres antiguos y caracterizadas por una composición florística particular de gramíneas bajas estoloníferas de especies tales como Distichlis humilis (chiji blanco) y Muhlenbergia fastigiata (chiji negro) y de pulvínulos de Frankenia, Senecio, Salicornia, Atriplex y otros (Lara, 1985, en Plan Director Binacional). A orillas del Desaguadero existe un gramadal inundable donde predominan Hordeum muticum y Bromus unioloides.

En la puna desértica o muy árida (región de salares), se encuentran desde tolares (Parastrephia lucida) hasta césped con plantas rústicas (Triglochin marítima, Salicornia pulvinata y Anthobryum sp.) rodeadas de suelo salino desnudo o de agua salobre.

## Fauna
Véase también: Fauna del altiplano

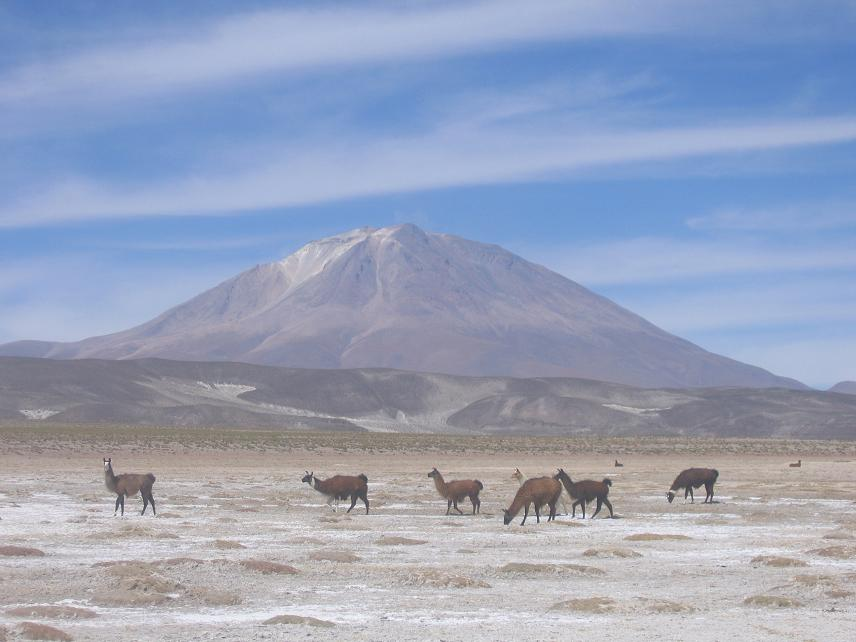
Llamas en el salar de Uyuni.

La puna es la región característica de los auquénidos, tanto de los especímenes silvestres como la vicuña y el guanaco, como de los domésticos (ganadería incaica) que son la llama, la alpaca y el híbrido llamado huarizo.
Entre los mamíferos son típicos el cuy, la chinchilla altiplánica, las vizcachas serranas, la taruka o ciervo de altura, el venado gris, el zorrino y el quirquincho andino, además de los depredadores el puma andino, el zorro andino y el gato andino.
Entre las aves destacan el cóndor, el ñandú o suri, el flamenco andino, el colibrí puneño o picaflor de la puna, la perdiz serrana, el gorrión americano, el pato puna, la focha cornuda, la huayata, piuquén o ganso andino, el ibis de la puna, la palomita aimará, el jilguero puneño y otros más. El pez representativo es el suche. Entre los animales menores hay lagartijas, culebras, sapos y ranas en medios húmedos, e insectos.

## Conclusión
La palabra PUNA está muy extendida en la geografía de América Meridional. Su significado varía algo según los pueblos, por ejemplo en el Ande Chileno – Argentino "Puna" significa "soroche" o sea "mal de altura".En lengua Runa – Shimi, "Puna" quiere decir "altas cumbres y páramos de los Andes". La palabra "Puna" en la región central del Perú, es sinónimo de la palabra "Jallca", que también hace referencia a los páramos de los Andes.Además, existe todo un departamento llamado "Puno", que es realmente el que posee las más dilatadas punas en la célebre meseta del Collao.